# 賴霍羅多克 (日托米爾州)
49°49′37″N 28°22′41″E / 49.82694°N 28.37806°E

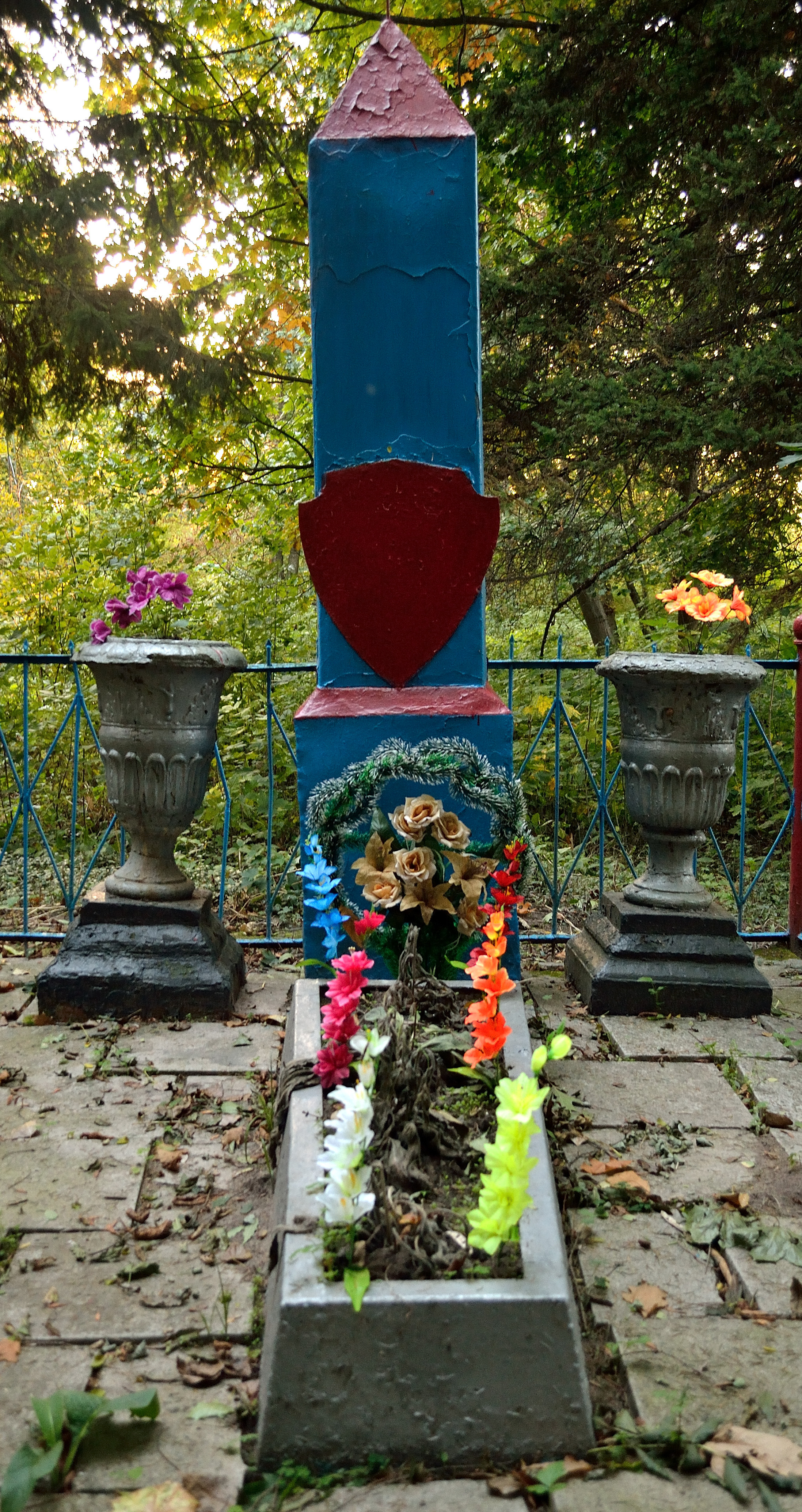
无名烈士墓

賴霍羅多克（羅馬化：Raihorodok）是烏克蘭北部日托米爾州別爾季切夫區赖霍罗多克市镇内的村落及其行政中心。處於赫尼洛普亚季河畔，始建於1649年，面積3.43平方公里，海拔高度287米，2001年人口882。